# Dismas Yeko
Dismas Yeko (9 ottobre 2004) è un mezzofondista ugandese.

## Palmarès
| Anno | Manifestazione               | Sede    | Evento        | Risultato | Prestazione | Note                                     |
| ---- | ---------------------------- | ------- | ------------- | --------- | ----------- | ---------------------------------------- |
| 2021 | Mondiali juniores            | Nairobi | 3000 m piani  | 6º        | 8'08"76     |                                          |
| 2023 | Giochi mondiali universitari | Chengdu | 10000 m piani | Oro       | 28'59"25    |                                          |
| 2023 | Giochi mondiali universitari | Chengdu | 5000 m piani  | 9º        | 14'23"14    |                                          |
| 2023 | Mondiali corsa su strada     | Riga    | 5 km          | 34º       | 14'09"      | Miglior prestazione personale stagionale |

## Campionati nazionali
2019
- 34º ai campionati ugandesi, 5000 m piani - 14'54"78

2021
- Oro ai campionati ugandesi under-20, 3000 m piani - 8'06"03

2022
- Argento ai campionati ugandesi, 10000 m piani - 28'33"0

## Altre competizioni internazionali
2022
- 5º al Cross Internacional de Soria ( Soria) - 29'19"
- 9º al Cross di Atapuerca ( Atapuerca) - 29'07"